# إسماعيل كوسي
إسماعيل كوسي (بالتركية: İsmail Köse)‏ (1996 في تركيا - ) هو لاعب كرة قدم تركي في مركز الهجوم. شارك مع منتخب تركيا الوطني لكرة القدم تحت 15 سنة ومنتخب تركيا تحت 16 سنة لكرة القدم ومنتخب تركيا تحت 17 سنة لكرة القدم ومنتخب تركيا تحت 18 سنة لكرة القدم ومنتخب تركيا تحت 19 سنة لكرة القدم. أما مع النوادي، فقد لعب مع مانيساسبور وTurgutluspor ‏ ونادي جوزتيبي.

## وصلات خارجية
- إسماعيل كوسي على موقع الاتحاد الأوربي (الإنجليزية)
- إسماعيل كوسي على موقع اتحاد تركيا (لاعب) (الإنجليزية)
- إسماعيل كوسي على موقع قاعدة بيانات كرة القدم.إي يو (الإنجليزية)
- إسماعيل كوسي على موقع Soccerway.com (الإنجليزية)
- إسماعيل كوسي على موقع عالم كرة القدم.نت (الإنجليزية)